# Dunøysundet
 (juillet 2020).
Dunøysundet est une baie de l'archipel norvégien du Svalbard. Elle est située à proximité de nombreuses autres baies, comme celle de Nottinghambukta (en), et se trouve relativement proche de Longyearbyen. La plupart des îles situées à l'ouest de cette baie se trouvent dans la réserve ornithologique de Dunøyane.
Dunøysundet a un climat de toundra, avec des températures dépassant rarement 7 °C. Elle est située bien au-dessus du cercle arctique, bien qu'elle soit réchauffée par les courants marins.